# Fimbristylis pallida
Fimbristylis pallida är en halvgräsart som beskrevs av Stanley Thatcher Blake. Fimbristylis pallida ingår i släktet Fimbristylis och familjen halvgräs.
Artens utbredningsområde är Northern Territory, Australien. Inga underarter finns listade i Catalogue of Life.